# Cora Sandel

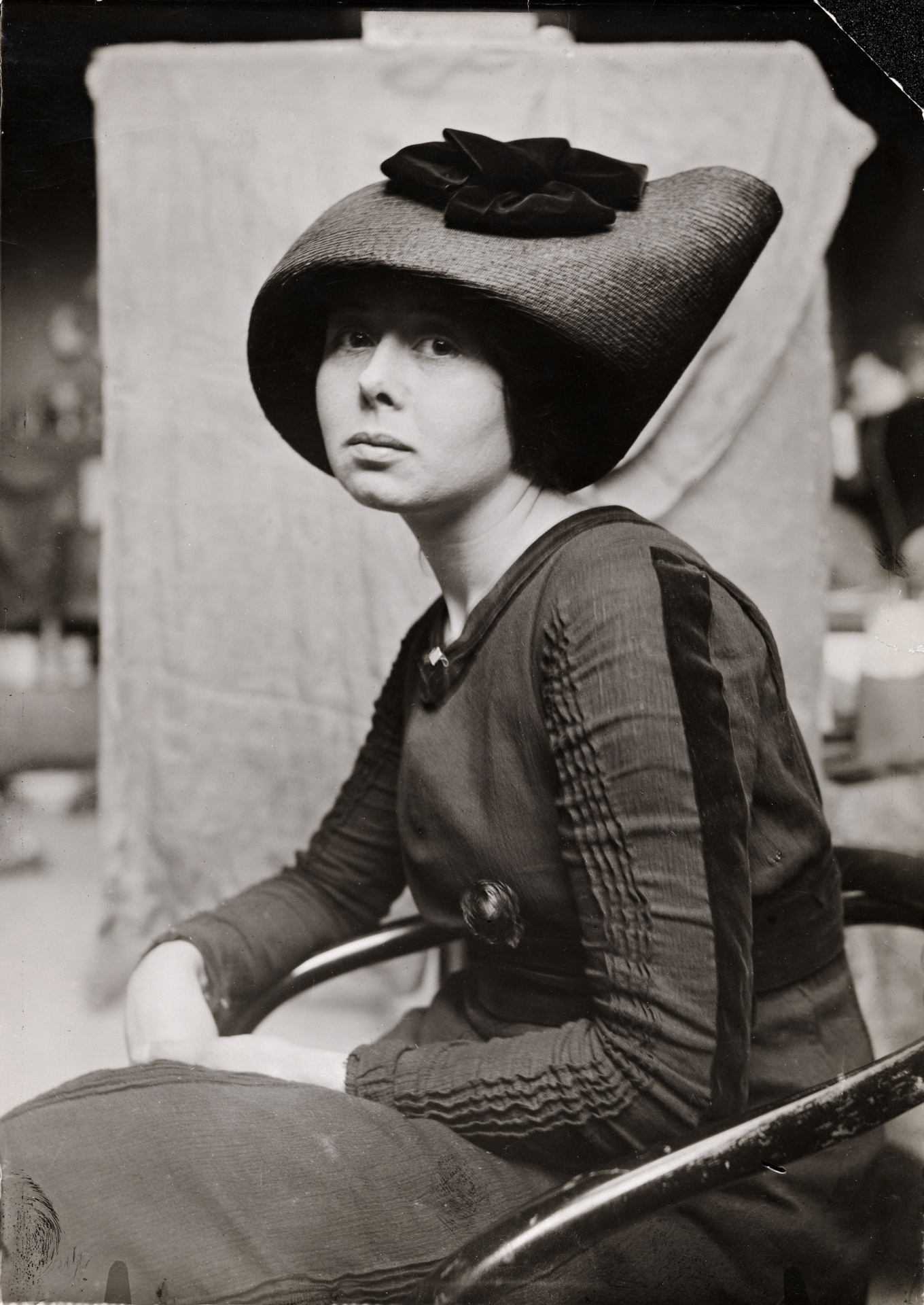
Cora Sandel

Cora Sandel, pseudoniem voor Sara Fabricius (Christiania, 20 december 1880 - Uppsala, 3 april 1974) was een Noors schrijfster. Ze schreef in het Riksmål en werd vooral bekend door haar Alberte-trilogie.

## Leven en werk
Sandel was de dochter van een marineofficier. Ze werd geboren in Kristiania, maar het gezin verhuisde later naar Tromsø. Nog in haar tienerleeftijd trok ze naar Parijs, waar ze zich vooral op de schilderkunst richtte en huwde met beeldhouwer Anders Jönsson. Na een scheiding keerde ze in 1921 met haar zoon Erik terug naar Zweden.
Sandel debuteerde als schrijfster pas op 46-jarige leeftijd, in 1926, met haar semi-autobiografische roman Alberte og Jakob (Nederlandse vertaling: Levenshonger). Het verhaal gaat over Alberte, een meisje uit een verarmd middenklassengezin in een Noors provinciestadje. Alberte doet de hele dag niets dan huishoudelijk werk en gaat hooguit naar saaie bijeenkomsten. De roman gaat diep in op de leegheid van haar leven, maar ook op haar hoop, angsten, heimelijke verlangens en innerlijke rebellie. Alberte heeft een negatief zelfbeeld en schiet tekort in haar sociale contacten, waardoor ze voortdurend een buitenstaander blijft. Wanneer uiteindelijk ook haar vrijzinnige vriendin Beda gedwongen wordt zich te conformeren overweegt ze zelfmoord, maar op het laatste moment komt ze tot inkeer en besluit “om ondanks alles te leven, om door te leven, zo goed als ze kon”. Sterk aan de roman is de beschrijving van de spanning die heerst tussen Alberte en haar extraverte tienerbroer Jacob, die vecht voor zijn rechten en uiteindelijk wel weet te ontsnappen aan de beklemmende sfeer van het gezin.
Op Alberte og Jakob volgden nog Alberte og friheten (1931) en Bare Alberte (1939), tezamen de Alberte-trilogie genaamd. De boeken werden geprezen door de vrouwenbeweging. Sandel schreef ook diverse verhalenbundels waarin ze steeds ook het type van de zwakke mens portretteerde. Succes had ze verder met de roman Kranes konditori (1946), over de bekrompenheid in het kleinsteedse milieu, maar duidelijk geschreven met veel sympathie voor het menselijk tekort. Helge Krog maakte er later een toneelbewerking van.
Sandel hield haar schrijversleven steeds nadrukkelijk gescheiden van haar privé-leven. In 1957 werd ze onderscheiden met de Orde van Sint-Olaf. Ze overleed in 1974, op 93-jarige leeftijd.